# Didier Saint Melin
Didier Saint Melin, né le 1er juillet 1952 à Paris, est un artiste peintre et acteur connu pour son rôle du Boss dans le film Le Transporteur sorti en 2002.

## Biographie
Didier Saint Melin est né le 1er juillet 1952 à Paris.
Il possède un studio à Durango, au Mexique. Il expose notamment aux États-Unis, en France, à Cuba et au Mexique.

## Style artistique
Le style artistique de Didier Saint Melin est caractérisé par une fusion des philosophies orientales et occidentales, se traduisant dans un travail contemporain qui met l’accent sur le contrôle, l’équilibre, la composition et l’artisanat de l’Est, tout en combinant la spontanéité, la directivité et les tendances réductrices de l’Ouest. Ses œuvres démontrent un sens aigu de l’angularité et une énergie débridée. Bien que la couleur ne soit pas toujours une partie importante de son travail, il conserve un sujet expressif qu’il infuse ensuite avec une énergie blanche et chaude[incompréhensible].